# Warner Bros. Games
Warner Bros. Games — американский издатель и разработчик компьютерных игр, входящий в подразделение Global Streaming and Interactive Entertainment компании Warner Bros. Discovery. Warner Bros. Games принадлежат студии TT Games, Rocksteady Studios, NetherRealm Studios, Monolith Productions, WB Games Boston, WB Games Montréal, Avalanche Software и другие.

## Студии

### Открытые
- Avalanche Software — в Солт-Лейк-Сити, Юта. Основана в 1995 году, поглощена в январе 2017 года[1].
- Monolith Productions — в Керкленде, штат Вашингтон. Основана в 1994, поглощена в 2004.
- NetherRealm Studios — в Чикаго, штат Иллинойс, основана как Midway Games Chicago в 1988, выкуплена у Midway Games 27 июля 2009 и открыта в 2010.
- Rocksteady Studios — в Лондоне, Великобритания, основана в 2004, контрольный пакет акций выкуплен в феврале 2010.
- TT Games — в Бакингемшире, Великобритания. Основана в 2005, поглощена 8 ноября 2007.
- WB Games Boston — в Нидхеме, Массачусетс. Основана в 1994, поглощена в 2010.
- WB Games Montreal — в Монреале, Квебек. Основана в 2010.
- WB Games San Francisco — в Сан-Франциско, Калифорния. Основана в 2013.
- WB Games New York — в Трой, Нью-Йорк. Основана как Agora Games в 2005 году, поглощена и переименована в 2017 году.
- WB Games San Diego — в Сан-Диего, Калифорния. Основана в 2019.

### Издательские лейблы
- Portkey Games — основан в 2017. Издательский лейбл, отвечающий за серии игр вселенной Wizarding World.

### Бывшие
- Playdemic — в Манчестере, Великобритания. Основана в 2010, поглощена в 2017 году и продана Electronic Arts в 2021 году.
- Surreal Software — в городе Сиэтл, Вашингтон. Основана в 1995, выкуплена у Midway Games 27 июля 2009.
- Snowblind Studios — в Керкленде, Вашингтон. Основана в 1997, поглощена в 2009.

## Выпущенные игры
Игры, которые были разработаны, изданы или распространяются Warner Bros. Games или одной из дочерних компаний.

### По мультсериалам «Cartoon Network»
- Серия игр по «Лаборатории Декстера»
- Серия игр по «The Powerpuff Girls»
- Серия игр о Самурае Джеке
- Ed, Edd n Eddy: The Mis-Edventures

### По мультфильмам «Hanna-Barbera»
- Серия игр о Скуби-Ду
- Серия игр о Флинстоунах
- Серия игр о Томе и Джерри
- Wacky Races
- Yogi Bear: Great Balloon Blast

### Игры во вселенной «Looney Tunes»
- Серия игр «Animaniacs»
- Серия игр «Looney Tunes»
- Серия игр «Tiny Toon Adventures»
- Игры о Багзе Банни
- Loons: The Fight for Fame
- Porky Pig's Haunted Holiday
- Space Jam
- Taz Express
- Taz: Wanted

### По сериям комиксов «DC» и «Vertigo Comics»
- Серия игр «Batman: Arkham»
- Серия игр «LEGO Batman»
- Batman Forever
- Batman Forever: The Arcade Game
- Batman & Robin
- Batman: Vengeance
- Batman: Rise of Sin Tzu
- Superman: Shadow of Apokolips
- Catwoman
- Batman Begins (совместное издание с EA Games)
- Superman Returns
- Constantine
- Injustice 2
- Injustice: Gods Among Us
- Teen Titans
- Justice League Heroes
- Justice League Heroes: The Flash
- Watchmen: The End Is Nigh
- The Wolf Among Us

### По лицензии «Warner Bros. Pictures»
- Серия игр «Harry Potter»
- Серия игр «LEGO Harry Potter»
- Demolition Man
- Enter the Matrix
- The Matrix: Path of Neo
- The Matrix Online (совместное издание с SEGA)
- 300: March to Glory
- The Lord of the Rings Online: Mines of Moria
- Charlie and the Chocolate Factory
- Speed Racer
- Where the Wild Things Are

### Оригинальные игры
- 2009 — F.E.A.R. 2: Project Origin
- 2008 — Guinness World Records: The Video Game
- Lego Battles
- Mortal Kombat vs. DC Universe (совместное издание с Midway Games)
- Puyo Pop Fever
- Tomb Raider: Underworld (совместное издание с Eidos Interactive)
- Wanted: Weapons of Fate
- Scribblenauts
- Touchmaster 3
- Lego Rock Band (совместное издание с MTV Games and Electronic Arts)
- 2011 — Mortal Kombat
- 2011 — Bastion
- 2015 — Dying Light
- 2015 — Mortal Kombat X
- 2015 — Mad Max
- 2018 — HITMAN 2
- 2019 — Mortal Kombat 11
- 2021 — Back 4 Blood

### Отмененные игры
- This is Vegas
- Whore of the Orient
- Rampage X
- Dirty Harry